# Tour de l'Utah 2015
La 11e édition du Tour de l'Utah a eu lieu du 3 au 9 août 2015. La course fait partie du calendrier UCI America Tour 2015 en catégorie 2.HC.
L'épreuve a été remportée par l'Américain Joe Dombrowski (Cannondale-Garmin), vainqueur de la sixième étape, qui s'impose de 50 secondes devant le Canadien Michael Woods (Optum-Kelly Benefit Strategies), lauréat de la cinquième étape, et une minute et cinq secondes sur son compatriote Brent Bookwalter (BMC Racing).
Bookwalter s'adjuge le classement par points tandis qu'un autre Américain Gregory Daniel (Axeon) remporte celui de la montagne. Le Colombien Daniel Martínez (Colombia) termine meilleur jeune et sa formation colombienne meilleure équipe.

## Présentation

### Équipes
Classé en catégorie 2.HC de l'UCI America Tour, le Tour de l'Utah est par conséquent ouvert aux WorldTeams dans la limite de 65 % des équipes participantes, aux équipes continentales professionnelles, aux équipes continentales et aux équipes nationales.
Seize équipes participent à ce Tour de l'Utah - trois WorldTeams, cinq équipes continentales professionnelles et huit équipes continentales :
| UCI WorldTeams      | UCI WorldTeams | UCI WorldTeams |
| Nom de l'équipe     | Pays           | Code           |
| ------------------- | -------------- | -------------- |
| BMC Racing          | États-Unis     | BMC            |
| Cannondale-Garmin   | États-Unis     | TCG            |
| Trek Factory Racing | États-Unis     | TFR            |

| Équipes continentales professionnelles | Équipes continentales professionnelles | Équipes continentales professionnelles |
| Nom de l'équipe                        | Pays                                   | Code                                   |
| -------------------------------------- | -------------------------------------- | -------------------------------------- |
| Bardiani CSF                           | Italie                                 | BAR                                    |
| Colombia                               | Colombie                               | COL                                    |
| Drapac                                 | Australie                              | DPC                                    |
| MTN-Qhubeka                            | Afrique du Sud                         | MTN                                    |
| UnitedHealthcare                       | États-Unis                             | UHC                                    |

| Équipes continentales          | Équipes continentales | Équipes continentales |
| Nom de l'équipe                | Pays                  | Code                  |
| ------------------------------ | --------------------- | --------------------- |
| Airgas-Safeway                 | États-Unis            | AIR                   |
| Axeon                          | États-Unis            | BDT                   |
| Budget Forklifts               | Australie             | BFL                   |
| Hincapie Racing                | États-Unis            | HSD                   |
| Jamis-Hagens Berman            | États-Unis            | JHB                   |
| Jelly Belly-Maxxis             | États-Unis            | JBC                   |
| Optum-Kelly Benefit Strategies | États-Unis            | OPM                   |
| SmartStop                      | États-Unis            | SSC                   |

## Étapes
Cette édition du Tour de l'Utah est constituée de sept étapes réparties sur sept jours pour un total de 1 144,1 kilomètres à parcourir.
| Étape     | Date   | Villes étapes                   |                           | Distance (km) | Vainqueur d’étape | Leader du classement général |
| --------- | ------ | ------------------------------- | ------------------------- | ------------- | ----------------- | ---------------------------- |
| 1re étape | 3 août | Logan - Logan                   | Étape vallonnée           | 212,4         | Kiel Reijnen      | Kiel Reijnen                 |
| 2e étape  | 4 août | Tremonton - Ogden               | Étape de plaine           | 160,9         | Jure Kocjan       | Kiel Reijnen                 |
| 3e étape  | 5 août | Logan - Bountiful               | Étape de plaine           | 172,2         | Logan Owen        | Kiel Reijnen                 |
| 4e étape  | 6 août | Heber City - Heber City         | Étape vallonnée           | 206           | Eric Young        | Jure Kocjan                  |
| 5e étape  | 7 août | Salt Lake City - Salt Lake City | Étape de plaine           | 88,5          | Michael Woods     | Michael Woods                |
| 6e étape  | 8 août | Salt Lake City - Snowbird       | Étape de montagne         | 177           | Joe Dombrowski    | Joe Dombrowski               |
| 7e étape  | 9 août | Park City - Park City           | Étape de moyenne montagne | 125,5         | Lachlan Norris    | Joe Dombrowski               |

## Déroulement de la course

### 1reétape
| Classement de l'étape | Classement de l'étape | Classement de l'étape | Classement de l'étape          | Classement de l'étape |
|                       | Coureur               | Pays                  | Équipe                         | Temps                 |
| --------------------- | --------------------- | --------------------- | ------------------------------ | --------------------- |
| 1er                   | Kiel Reijnen          | États-Unis            | UnitedHealthcare               | en 5 h 9 min 2 s      |
| 2e                    | Alex Howes            | États-Unis            | Cannondale-Garmin              | + 0 s                 |
| 3e                    | Taylor Phinney        | États-Unis            | BMC Racing                     | + 0 s                 |
| 4e                    | Gregory Daniel        | États-Unis            | Axeon                          | + 0 s                 |
| 5e                    | Johann van Zyl        | Afrique du Sud        | MTN-Qhubeka                    | + 2 s                 |
| 6e                    | Eric Young            | États-Unis            | Optum-Kelly Benefit Strategies | + 4 s                 |
| 7e                    | Sonny Colbrelli       | Italie                | Bardiani CSF                   | + 4 s                 |
| 8e                    | Sebastián Molano      | Colombie              | Colombia                       | + 4 s                 |
| 9e                    | Robin Carpenter       | États-Unis            | Hincapie Racing                | + 4 s                 |
| 10e                   | Lucas Sebastián Haedo | Argentine             | Jamis-Hagens Berman            | + 4 s                 |
| modifier              |                       |                       |                                |                       |

| Classement général | Classement général | Classement général | Classement général             | Classement général |
|                    | Coureur            | Pays               | Équipe                         | Temps              |
| ------------------ | ------------------ | ------------------ | ------------------------------ | ------------------ |
| 1er                | Kiel Reijnen       | États-Unis         | UnitedHealthcare               | en 5 h 8 min 52 s  |
| 2e                 | Alex Howes         | États-Unis         | Cannondale-Garmin              | + 4 s              |
| 3e                 | Taylor Phinney     | États-Unis         | BMC Racing                     | + 6 s              |
| 4e                 | Gregory Daniel     | États-Unis         | Axeon                          | + 7 s              |
| 5e                 | Johann van Zyl     | Afrique du Sud     | MTN-Qhubeka                    | + 11 s             |
| 6e                 | Carlos Ramírez     | Colombie           | Colombia                       | + 13 s             |
| 7e                 | Eric Young         | États-Unis         | Optum-Kelly Benefit Strategies | + 14 s             |
| 8e                 | Sonny Colbrelli    | Italie             | Bardiani CSF                   | + 14 s             |
| 9e                 | Sebastián Molano   | Colombie           | Colombia                       | + 14 s             |
| 10e                | Robin Carpenter    | États-Unis         | Hincapie Racing                | + 14 s             |
| modifier           |                    |                    |                                |                    |

### 2eétape
| Classement de l'étape | Classement de l'étape | Classement de l'étape | Classement de l'étape | Classement de l'étape |
|                       | Coureur               | Pays                  | Équipe                | Temps                 |
| --------------------- | --------------------- | --------------------- | --------------------- | --------------------- |
| 1er                   | Jure Kocjan           | Slovénie              | SmartStop             | en 3 h 37 min 27 s    |
| 2e                    | Robin Carpenter       | États-Unis            | Hincapie Racing       | m.t                   |
| 3e                    | Brent Bookwalter      | États-Unis            | BMC Racing            | m.t                   |
| 4e                    | Kiel Reijnen          | États-Unis            | UnitedHealthcare      | m.t                   |
| 5e                    | Edwin Ávila           | Colombie              | Colombia              | m.t                   |
| 6e                    | Logan Owen            | États-Unis            | Axeon                 | m.t                   |
| 7e                    | Alex Howes            | États-Unis            | Cannondale-Garmin     | m.t                   |
| 8e                    | Dion Smith            | Nouvelle-Zélande      | Hincapie Racing       | m.t                   |
| 9e                    | Gavin Mannion         | États-Unis            | Jelly Belly-Maxxis    | m.t                   |
| 10e                   | Jay Robert Thomson    | Afrique du Sud        | MTN-Qhubeka           | m.t                   |
| modifier              |                       |                       |                       |                       |

| Classement général | Classement général | Classement général | Classement général  | Classement général |
|                    | Coureur            | Pays               | Équipe              | Temps              |
| ------------------ | ------------------ | ------------------ | ------------------- | ------------------ |
| 1er                | Kiel Reijnen       | États-Unis         | UnitedHealthcare    | en 8 h 46 min 19 s |
| 2e                 | Alex Howes         | États-Unis         | Cannondale-Garmin   | + 4 s              |
| 3e                 | Jure Kocjan        | Slovénie           | SmartStop           | + 4 s              |
| 4e                 | Robin Carpenter    | États-Unis         | Hincapie Racing     | + 8 s              |
| 5e                 | Jay Robert Thomson | Afrique du Sud     | MTN-Qhubeka         | + 8 s              |
| 6e                 | Brent Bookwalter   | États-Unis         | BMC Racing          | + 10 s             |
| 7e                 | Daniel Eaton       | États-Unis         | Axeon               | + 10 s             |
| 8e                 | Johann van Zyl     | Afrique du Sud     | MTN-Qhubeka         | + 11 s             |
| 9e                 | Ben Jacques-Maynes | États-Unis         | Jamis-Hagens Berman | + 13 s             |
| 10e                | Edwin Ávila        | Colombie           | Colombia            | + 14 s             |
| modifier           |                    |                    |                     |                    |

### 3eétape
| Classement de l'étape | Classement de l'étape | Classement de l'étape | Classement de l'étape | Classement de l'étape |
|                       | Coureur               | Pays                  | Équipe                | Temps                 |
| --------------------- | --------------------- | --------------------- | --------------------- | --------------------- |
| 1er                   | Logan Owen            | États-Unis            | Axeon                 | en 4 h 12 min 40 s    |
| 2e                    | Brent Bookwalter      | États-Unis            | BMC Racing            | m.t                   |
| 3e                    | Edwin Ávila           | Colombie              | Colombia              | m.t                   |
| 4e                    | Jure Kocjan           | Slovénie              | SmartStop             | m.t                   |
| 5e                    | Dion Smith            | Nouvelle-Zélande      | Hincapie Racing       | m.t                   |
| 6e                    | Natnael Berhane       | Érythrée              | MTN-Qhubeka           | m.t                   |
| 7e                    | Kiel Reijnen          | États-Unis            | UnitedHealthcare      | m.t                   |
| 8e                    | Robin Carpenter       | États-Unis            | Hincapie Racing       | m.t                   |
| 9e                    | Adam Phelan           | Australie             | Drapac                | m.t                   |
| 10e                   | Sonny Colbrelli       | Italie                | Bardiani CSF          | m.t                   |
| modifier              |                       |                       |                       |                       |

| Classement général | Classement général | Classement général | Classement général | Classement général  |
|                    | Coureur            | Pays               | Équipe             | Temps               |
| ------------------ | ------------------ | ------------------ | ------------------ | ------------------- |
| 1er                | Kiel Reijnen       | États-Unis         | UnitedHealthcare   | en 12 h 58 min 59 s |
| 2e                 | Logan Owen         | États-Unis         | Axeon              | + 4 s               |
| 3e                 | Jure Kocjan        | Slovénie           | SmartStop          | + 4 s               |
| 4e                 | Alex Howes         | États-Unis         | Cannondale-Garmin  | + 4 s               |
| 5e                 | Brent Bookwalter   | États-Unis         | BMC Racing         | + 4 s               |
| 6e                 | Robin Carpenter    | États-Unis         | Hincapie Racing    | + 8 s               |
| 7e                 | Edwin Ávila        | Colombie           | Colombia           | + 10 s              |
| 8e                 | Dion Smith         | Nouvelle-Zélande   | Hincapie Racing    | + 10 s              |
| 9e                 | Joey Rosskopf      | États-Unis         | BMC Racing         | + 10 s              |
| 10e                | Lachlan Norris     | Australie          | Drapac             | + 12 s              |
| modifier           |                    |                    |                    |                     |

### 4eétape
| Classement de l'étape | Classement de l'étape | Classement de l'étape | Classement de l'étape          | Classement de l'étape |
|                       | Coureur               | Pays                  | Équipe                         | Temps                 |
| --------------------- | --------------------- | --------------------- | ------------------------------ | --------------------- |
| 1er                   | Eric Young            | États-Unis            | Optum-Kelly Benefit Strategies | en 4 h 47 min 57 s    |
| 2e                    | Dion Smith            | Nouvelle-Zélande      | Hincapie Racing                | m.t                   |
| 3e                    | Jure Kocjan           | Slovénie              | SmartStop                      | m.t                   |
| 4e                    | John Murphy           | États-Unis            | UnitedHealthcare               | m.t                   |
| 5e                    | Brent Bookwalter      | États-Unis            | BMC Racing                     | m.t                   |
| 6e                    | Sonny Colbrelli       | Italie                | Bardiani CSF                   | m.t                   |
| 7e                    | Travis McCabe         | États-Unis            | SmartStop                      | m.t                   |
| 8e                    | Ruben Guerreiro       | Portugal              | Axeon                          | m.t                   |
| 9e                    | Robbie Squire         | États-Unis            | Hincapie Racing                | m.t                   |
| 10e                   | Jordan Kerby          | Australie             | Drapac                         | m.t                   |
| modifier              |                       |                       |                                |                       |

| Classement général | Classement général | Classement général | Classement général | Classement général  |
|                    | Coureur            | Pays               | Équipe             | Temps               |
| ------------------ | ------------------ | ------------------ | ------------------ | ------------------- |
| 1er                | Jure Kocjan        | Slovénie           | SmartStop          | en 17 h 46 min 56 s |
| 2e                 | Robin Carpenter    | États-Unis         | Hincapie Racing    | + 2 s               |
| 3e                 | Brent Bookwalter   | États-Unis         | BMC Racing         | + 4 s               |
| 4e                 | Logan Owen         | États-Unis         | Axeon              | + 4 s               |
| 5e                 | Alex Howes         | États-Unis         | Cannondale-Garmin  | + 4 s               |
| 6e                 | Dion Smith         | Nouvelle-Zélande   | Hincapie Racing    | + 4 s               |
| 7e                 | Lachlan Norris     | Australie          | Drapac             | + 12 s              |
| 8e                 | Kiel Reijnen       | États-Unis         | UnitedHealthcare   | + 13 s              |
| 9e                 | Ruben Guerreiro    | Portugal           | Axeon              | + 14 s              |
| 10e                | Natnael Berhane    | Érythrée           | MTN-Qhubeka        | + 14 s              |
| modifier           |                    |                    |                    |                     |

### 5eétape
| Classement de l'étape | Classement de l'étape | Classement de l'étape | Classement de l'étape          | Classement de l'étape |
|                       | Coureur               | Pays                  | Équipe                         | Temps                 |
| --------------------- | --------------------- | --------------------- | ------------------------------ | --------------------- |
| 1er                   | Michael Woods         | Canada                | Optum-Kelly Benefit Strategies | en 2 h 3 min 50 s     |
| 2e                    | Sonny Colbrelli       | Italie                | Bardiani CSF                   | + 2 s                 |
| 3e                    | Kiel Reijnen          | États-Unis            | UnitedHealthcare               | + 2 s                 |
| 4e                    | Daniel Martínez       | Colombie              | Colombia                       | + 4 s                 |
| 5e                    | Ruben Guerreiro       | Portugal              | Axeon                          | + 4 s                 |
| 6e                    | Leonardo Basso        | Italie                | Trek Factory Racing            | + 4 s                 |
| 7e                    | Brent Bookwalter      | États-Unis            | BMC Racing                     | + 4 s                 |
| 8e                    | Fränk Schleck         | Luxembourg            | Trek Factory Racing            | + 7 s                 |
| 9e                    | Lachlan Norris        | Australie             | Drapac                         | + 7 s                 |
| 10e                   | Brendan Canty         | Australie             | Budget Forklifts               | + 9 s                 |
| modifier              |                       |                       |                                |                       |

| Classement général | Classement général | Classement général | Classement général             | Classement général  |
|                    | Coureur            | Pays               | Équipe                         | Temps               |
| ------------------ | ------------------ | ------------------ | ------------------------------ | ------------------- |
| 1er                | Michael Woods      | Canada             | Optum-Kelly Benefit Strategies | en 19 h 50 min 50 s |
| 2e                 | Brent Bookwalter   | États-Unis         | BMC Racing                     | + 4 s               |
| 3e                 | Jure Kocjan        | Slovénie           | SmartStop                      | + 5 s               |
| 4e                 | Kiel Reijnen       | États-Unis         | UnitedHealthcare               | + 7 s               |
| 5e                 | Dion Smith         | Nouvelle-Zélande   | Hincapie Racing                | + 9 s               |
| 6e                 | Ruben Guerreiro    | Portugal           | Axeon                          | + 14 s              |
| 7e                 | Leonardo Basso     | Italie             | Trek Factory Racing            | + 14 s              |
| 8e                 | Daniel Martínez    | Colombie           | Colombia                       | + 14 s              |
| 9e                 | Lachlan Norris     | Australie          | Drapac                         | + 15 s              |
| 10e                | Fränk Schleck      | Luxembourg         | Trek Factory Racing            | + 17 s              |
| modifier           |                    |                    |                                |                     |

### 6eétape
| Classement de l'étape | Classement de l'étape | Classement de l'étape | Classement de l'étape          | Classement de l'étape |
|                       | Coureur               | Pays                  | Équipe                         | Temps                 |
| --------------------- | --------------------- | --------------------- | ------------------------------ | --------------------- |
| 1er                   | Joe Dombrowski        | États-Unis            | Cannondale-Garmin              | en 5 h 0 min 20 s     |
| 2e                    | Michael Woods         | Canada                | Optum-Kelly Benefit Strategies | + 1 min 17 s          |
| 3e                    | Natnael Berhane       | Érythrée              | MTN-Qhubeka                    | + 1 min 17 s          |
| 4e                    | Fränk Schleck         | Luxembourg            | Trek Factory Racing            | + 1 min 17 s          |
| 5e                    | Christopher Horner    | États-Unis            | Airgas-Safeway                 | + 1 min 17 s          |
| 6e                    | Stefano Pirazzi       | Italie                | Bardiani CSF                   | + 1 min 44 s          |
| 7e                    | Lachlan Norris        | Australie             | Drapac                         | + 1 min 54 s          |
| 8e                    | Brent Bookwalter      | États-Unis            | BMC Racing                     | + 1 min 54 s          |
| 9e                    | Walter Pedraza        | Colombie              | Colombia                       | + 1 min 54 s          |
| 10e                   | Daniel Martínez       | Colombie              | Colombia                       | + 1 min 54 s          |
| modifier              |                       |                       |                                |                       |

| Classement général | Classement général | Classement général | Classement général             | Classement général  |
|                    | Coureur            | Pays               | Équipe                         | Temps               |
| ------------------ | ------------------ | ------------------ | ------------------------------ | ------------------- |
| 1er                | Joe Dombrowski     | États-Unis         | Cannondale-Garmin              | en 24 h 51 min 37 s |
| 2e                 | Michael Woods      | Canada             | Optum-Kelly Benefit Strategies | + 50 s              |
| 3e                 | Fränk Schleck      | Luxembourg         | Trek Factory Racing            | + 1 min 7 s         |
| 4e                 | Christopher Horner | États-Unis         | Airgas-Safeway                 | + 1 min 9 s         |
| 5e                 | Natnael Berhane    | Érythrée           | MTN-Qhubeka                    | + 1 min 26 s        |
| 6e                 | Brent Bookwalter   | États-Unis         | BMC Racing                     | + 1 min 31 s        |
| 7e                 | Daniel Martínez    | Colombie           | Colombia                       | + 1 min 41 s        |
| 8e                 | Lachlan Norris     | Australie          | Drapac                         | + 1 min 42 s        |
| 9e                 | Robbie Squire      | États-Unis         | Hincapie Racing                | + 1 min 46 s        |
| 10e                | Lachlan Morton     | Australie          | Jelly Belly-Maxxis             | + 1 min 50 s        |
| modifier           |                    |                    |                                |                     |

### 7eétape
| Classement de l'étape | Classement de l'étape | Classement de l'étape | Classement de l'étape | Classement de l'étape |
|                       | Coureur               | Pays                  | Équipe                | Temps                 |
| --------------------- | --------------------- | --------------------- | --------------------- | --------------------- |
| 1er                   | Lachlan Norris        | Australie             | Drapac                | en 3 h 14 min 51 s    |
| 2e                    | Brent Bookwalter      | États-Unis            | BMC Racing            | + 0 s                 |
| 3e                    | Natnael Berhane       | Érythrée              | MTN-Qhubeka           | + 20 s                |
| 4e                    | Robbie Squire         | États-Unis            | Hincapie Racing       | + 20 s                |
| 5e                    | Christopher Horner    | États-Unis            | Airgas-Safeway        | + 20 s                |
| 6e                    | Fränk Schleck         | Luxembourg            | Trek Factory Racing   | + 20 s                |
| 7e                    | Lachlan Morton        | Australie             | Jelly Belly-Maxxis    | + 20 s                |
| 8e                    | Daniel Martínez       | Colombie              | Colombia              | + 20 s                |
| 9e                    | Joe Dombrowski        | États-Unis            | Cannondale-Garmin     | + 20 s                |
| 10e                   | Rob Britton           | Canada                | SmartStop             | + 48 s                |
| modifier              |                       |                       |                       |                       |

## Classements finals

### Classement général final
| Classement général final | Classement général final | Classement général final | Classement général final       | Classement général final |
|                          | Coureur                  | Pays                     | Équipe                         | Temps                    |
| ------------------------ | ------------------------ | ------------------------ | ------------------------------ | ------------------------ |
| 1er                      | Joe Dombrowski           | États-Unis               | Cannondale-Garmin              | en 28 h 6 min 48 s       |
| 2e                       | Michael Woods            | Canada                   | Optum-Kelly Benefit Strategies | + 50 s                   |
| 3e                       | Brent Bookwalter         | États-Unis               | BMC Racing                     | + 1 min 5 s              |
| 4e                       | Fränk Schleck            | Luxembourg               | Trek Factory Racing            | + 1 min 7 s              |
| 5e                       | Christopher Horner       | États-Unis               | Airgas-Safeway                 | + 1 min 9 s              |
| 6e                       | Lachlan Norris           | Australie                | Drapac                         | + 1 min 12 s             |
| 7e                       | Natnael Berhane          | Érythrée                 | MTN-Qhubeka                    | + 1 min 22 s             |
| 8e                       | Daniel Martínez          | Colombie                 | Colombia                       | + 1 min 41 s             |
| 9e                       | Robbie Squire            | États-Unis               | Hincapie Racing                | + 1 min 46 s             |
| 10e                      | Lachlan Morton           | Australie                | Jelly Belly-Maxxis             | + 1 min 50 s             |
| modifier                 |                          |                          |                                |                          |

### Classements annexes
| Classement par points | Classement par points | Classement par points | Classement par points | Classement par points |
| --------------------- | --------------------- | --------------------- | --------------------- | --------------------- |
|                       | Coureur               | Pays                  | Équipe                | Point(s)              |
| 1er                   | Brent Bookwalter      | États-Unis            | BMC Racing            | 44 points             |
| 2e                    | Kiel Reijnen          | États-Unis            | UnitedHealthcare      | 36 pts                |
| 3e                    | Dion Smith            | Nouvelle-Zélande      | Hincapie Racing       | 33 pts                |
| modifier              |                       |                       |                       |                       |

| Classement de la montagne | Classement de la montagne | Classement de la montagne | Classement de la montagne | Classement de la montagne |
| ------------------------- | ------------------------- | ------------------------- | ------------------------- | ------------------------- |
|                           | Coureur                   | Pays                      | Équipe                    | Point(s)                  |
| 1er                       | Gregory Daniel            | États-Unis                | Axeon                     | 41 points                 |
| 2e                        | Joey Rosskopf             | États-Unis                | BMC Racing                | 31 pts                    |
| 3e                        | Johann van Zyl            | Afrique du Sud            | MTN-Qhubeka               | 29 pts                    |
| modifier                  |                           |                           |                           |                           |

| Classement du meilleur jeune | Classement du meilleur jeune | Classement du meilleur jeune | Classement du meilleur jeune | Classement du meilleur jeune |
|                              | Coureur                      | Pays                         | Équipe                       | Temps                        |
| ---------------------------- | ---------------------------- | ---------------------------- | ---------------------------- | ---------------------------- |
| 1er                          | Daniel Martínez              | Colombie                     | Colombia                     | en 28 h 8 min 29 s           |
| 2e                           | Lachlan Morton               | Australie                    | Jelly Belly-Maxxis           | + 9 s                        |
| 3e                           | Tao Geoghegan Hart           | Royaume-Uni                  | Axeon                        | + 2 min 44 s                 |
| modifier                     |                              |                              |                              |                              |

| Classement par équipes | Classement par équipes | Classement par équipes | Classement par équipes |
|                        | Équipe                 | Pays                   | Temps                  |
| ---------------------- | ---------------------- | ---------------------- | ---------------------- |
| 1re                    | Colombia               | Colombie               | en 84 h 29 min 8 s     |
| 2e                     | BMC Racing             | États-Unis             | + 4 min 13 s           |
| 3e                     | Hincapie Racing        | États-Unis             | + 6 min 17 s           |
| modifier               |                        |                        |                        |

### UCI America Tour
Ce Tour de l'Utah attribue des points pour l'UCI America Tour 2015, par équipes seulement aux coureurs des équipes continentales professionnelles et continentales, individuellement à tous les coureurs sauf ceux faisant partie d'une équipe ayant un label WorldTeam.
| Position,          | 1er | 2e | 3e | 4e | 5e | 6e | 7e | 8e | 9e | 10e | 11e | 12e | 13e | 14e | 15e |
| Classement général | 100 | 70 | 40 | 30 | 25 | 20 | 15 | 10 | 9  | 8   | 7   | 6   | 5   | 4   | 3   |
| Par étape          | 20  | 14 | 8  | 7  | 6  | 5  | 4  | 2  |    |     |     |     |     |     |     |
| Leader, par étape  | 10  |    |    |    |    |    |    |    |    |     |     |     |     |     |     |

| Cycliste           | Équipe                         | Général | Étape | Leader | Total |
| ------------------ | ------------------------------ | ------- | ----- | ------ | ----- |
| Michael Woods      | Optum-Kelly Benefit Strategies | 70      | 34    | 10     | 114   |
| Kiel Reijnen       | UnitedHealthcare               | -       | 39    | 30     | 69    |
| Jure Kocjan        | SmartStop                      | -       | 35    | 10     | 45    |
| Lachlan Norris     | Drapac                         | 20      | 24    | -      | 44    |
| Christopher Horner | Airgas-Safeway                 | 25      | 12    | -      | 37    |
| Natnael Berhane    | MTN-Qhubeka                    | 15      | 21    | -      | 36    |
| Logan Owen         | Axeon                          | -       | 25    | -      | 25    |
| Eric Young         | Optum-Kelly Benefit Strategies | -       | 25    | -      | 25    |
| Sonny Colbrelli    | Bardiani CSF                   | -       | 23    | -      | 23    |
| Dion Smith         | Hincapie Racing                | -       | 22    | -      | 22    |
| Daniel Martínez    | Colombia                       | 10      | 9     | -      | 19    |
| Robin Carpenter    | Hincapie Racing                | -       | 16    | -      | 16    |
| Robbie Squire      | Hincapie Racing                | 9       | 7     | -      | 16    |
| Edwin Ávila        | Colombia                       | -       | 14    | -      | 14    |
| Lachlan Morton     | Jelly Belly-Maxxis             | 8       | 4     | -      | 12    |
| Ruben Guerreiro    | Axeon                          | -       | 8     | -      | 8     |
| Stefano Pirazzi    | Bardiani CSF                   | 3       | 5     | -      | 8     |
| Gregory Daniel     | Axeon                          | -       | 7     | -      | 7     |
| John Murphy        | UnitedHealthcare               | -       | 7     | -      | 7     |
| Walter Pedraza     | Colombia                       | 7       | -     | -      | 7     |
| Camilo Castiblanco | Colombia                       | 6       | -     | -      | 6     |
| Johann van Zyl     | MTN-Qhubeka                    | -       | 6     | -      | 6     |
| Leonardo Basso     | Trek Factory Racing            | -       | 5     | -      | 5     |
| Tao Geoghegan Hart | Axeon                          | 5       | -     | -      | 5     |
| Janez Brajkovič    | UnitedHealthcare               | 4       | -     | -      | 4     |
| Travis McCabe      | SmartStop                      | -       | 4     | -      | 4     |
| Sebastián Molano   | Colombia                       | -       | 2     | -      | 2     |

## Évolution des classements
| Étape              | Vainqueur          | Classement général | Classement par points | Classement de la montagne | Classement du meilleur jeune | Classement par équipes | Coureur le plus combatif |
| ------------------ | ------------------ | ------------------ | --------------------- | ------------------------- | ---------------------------- | ---------------------- | ------------------------ |
| 1                  | Kiel Reijnen       | Kiel Reijnen       | Kiel Reijnen          | Gregory Daniel            | Gregory Daniel               | UnitedHealthcare       | Johann van Zyl           |
| 2                  | Jure Kocjan        | Kiel Reijnen       | Kiel Reijnen          | Gregory Daniel            | Robin Carpenter              | Cannondale-Garmin      | Daniel Eaton             |
| 3                  | Logan Owen         | Kiel Reijnen       | Kiel Reijnen          | Johann van Zyl            | Logan Owen                   | Axeon                  | Joey Rosskopf            |
| 4                  | Eric Young         | Jure Kocjan        | Jure Kocjan           | Gregory Daniel            | Robin Carpenter              | Axeon                  | Robin Carpenter          |
| 5                  | Michael Woods      | Michael Woods      | Kiel Reijnen          | Gregory Daniel            | Dion Smith                   | Axeon                  | Songezo Jim              |
| 6                  | Joe Dombrowski     | Joe Dombrowski     | Kiel Reijnen          | Gregory Daniel            | Daniel Martínez              | Colombia               | Benjamin King            |
| 7                  | Lachlan Norris     | Joe Dombrowski     | Brent Bookwalter      | Gregory Daniel            | Daniel Martínez              | Colombia               | Natnael Berhane          |
| Classements finals | Classements finals | Joe Dombrowski     | Brent Bookwalter      | Gregory Daniel            | Daniel Martínez              | Colombia               | Non décerné              |

## Liste des participants
- Liste de départ complète

| Légende                             | Légende                                                                                                  | Légende                                | Légende                                                                                                  |
| ----------------------------------- | --- | -------------------------------------- | --- |
| Num                                 | Dossard de départ porté par le coureur sur ce Tour de l'Utah                                             | Pos                                    | Position finale au classement général                                                                    |
| Leader du classement général        | Indique le vainqueur du classement général                                                               | Leader du classement par points        | Indique le vainqueur du classement par points                                                            |
| Leader du classement de la montagne | Indique le vainqueur du classement de la montagne                                                        | Leader du classement du meilleur jeune | Indique le vainqueur du classement du meilleur jeune                                                     |
|                                     | Indique un maillot de champion national ou mondial, suivi de sa spécialité                               | #                                      | Indique la meilleure équipe                                                                              |
| NP                                  | Indique un coureur qui n'a pas pris le départ d'une étape, suivi du numéro de l'étape où il s'est retiré | AB                                     | Indique un coureur qui n'a pas terminé une étape, suivi du numéro de l'étape où il s'est retiré          |
| HD                                  | Indique un coureur qui a terminé une étape hors des délais, suivi du numéro de l'étape                   | *                                      | Indique un coureur en lice pour le classement du meilleur jeune (coureurs nés après le 1er janvier 1992) |

| Cannondale-Garmin TCG | Cannondale-Garmin TCG  | Cannondale-Garmin TCG |
| --------------------- | ---------------------- | --------------------- |
| Num                   | Coureur                | Pos                   |
| 1                     |                        |                       |
| 2                     | Joe Dombrowski (USA)   | 1er                   |
| 3                     | Alex Howes (USA)       | 38e                   |
| 4                     | Benjamin King (USA)    | 34e                   |
| 5                     | Ted King (USA)         | 73e                   |
| 6                     | Ruben Zepuntke (GER)*  | 27e                   |
| 7                     | Jasper Bovenhuis (NED) | 69e                   |
| 8                     |                        |                       |
| Directeur sportif : ? |                        |                       |

| BMC Racing BMC        | BMC Racing BMC         | BMC Racing BMC |
| --------------------- | ---------------------- | -------------- |
| Num                   | Coureur                | Pos            |
| 11                    | Brent Bookwalter (USA) | 3e             |
| 12                    | Taylor Phinney (USA)   | 63e            |
| 13                    | Kilian Frankiny (SUI)* | 26e            |
| 14                    | Joey Rosskopf (USA)    | 17e            |
| 15                    | Michael Schär (SUI)    | 22e            |
| 16                    | Manuel Senni (ITA)*    | 29e            |
| 17                    | Peter Stetina (USA)    | 81e            |
| 18                    |                        |                |
| Directeur sportif : ? |                        |                |

| Trek Factory Racing TFR | Trek Factory Racing TFR      | Trek Factory Racing TFR |
| ----------------------- | ---------------------------- | ----------------------- |
| Num                     | Coureur                      | Pos                     |
| 21                      | Matthew Busche (USA) (Route) | AB-3                    |
| 22                      | Fränk Schleck (LUX)          | 4e                      |
| 23                      | Julien Bernard (FRA)*        | 33e                     |
| 24                      | Fábio Silvestre (POR)        | 89e                     |
| 25                      | Leonardo Basso (ITA)*        | 45e                     |
| 26                      | Calvin Watson (AUS)*         | 68e                     |
| 27                      |                              |                         |
| 28                      |                              |                         |
| Directeur sportif : ?   |                              |                         |

| Drapac DPC            | Drapac DPC            | Drapac DPC |
| --------------------- | --------------------- | ---------- |
| Num                   | Coureur               | Pos        |
| 31                    | Graeme Brown (AUS)    | 100e       |
| 32                    | Jordan Kerby (AUS)*   | 77e        |
| 33                    | Lachlan Norris (AUS)  | 6e         |
| 34                    | Adam Phelan (AUS)     | 25e        |
| 35                    | Malcolm Rudolph (AUS) | HD-4       |
| 36                    | Timothy Roe (AUS)     | 41e        |
| 37                    | Samuel Spokes (AUS)*  | 88e        |
| 38                    | Wouter Wippert (NED)  | HD-4       |
| Directeur sportif : ? |                       |            |

| MTN-Qhubeka MTN       | MTN-Qhubeka MTN               | MTN-Qhubeka MTN |
| --------------------- | ----------------------------- | --------------- |
| Num                   | Coureur                       | Pos             |
| 41                    | Natnael Berhane (ERI) (Route) | 7e              |
| 42                    | Matthew Brammeier (IRL)       | AB-6            |
| 43                    | Matthew Goss (AUS)            | AB-6            |
| 44                    | Songezo Jim (RSA)             | 67e             |
| 45                    | Adrien Niyonshuti (RWA)       | 60e             |
| 46                    | Youcef Reguigui (ALG)         | AB-7            |
| 47                    | Jay Robert Thomson (RSA)      | 48e             |
| 48                    | Johann van Zyl (RSA)          | 66e             |
| Directeur sportif : ? |                               |                 |

| UnitedHealthcare UHC  | UnitedHealthcare UHC    | UnitedHealthcare UHC |
| --------------------- | ----------------------- | -------------------- |
| Num                   | Coureur                 | Pos                  |
| 51                    | Janez Brajkovič (SLO)   | 14e                  |
| 52                    | Marco Canola (ITA)      | 58e                  |
| 53                    | Christopher Jones (USA) | 87e                  |
| 54                    | Kiel Reijnen (USA)      | 50e                  |
| 55                    | Jonathan Clarke (AUS)   | 62e                  |
| 56                    | Daniel Summerhill (USA) | 72e                  |
| 57                    | Tanner Putt (USA)*      | 83e                  |
| 58                    | John Murphy (USA)       | 80e                  |
| Directeur sportif : ? |                         |                      |

| Colombia # COL        | Colombia # COL           | Colombia # COL |
| --------------------- | ------------------------ | -------------- |
| Num                   | Coureur                  | Pos            |
| 61                    | Edwin Ávila (COL)        | 54e            |
| 62                    | Alex Cano (COL)          | NP-5           |
| 63                    | Camilo Castiblanco (COL) | 12e            |
| 64                    | Daniel Martínez (COL)*   | 8e             |
| 65                    | Sebastián Molano (COL)*  | 75e            |
| 66                    | Carlos Ramírez (COL)*    | 44e            |
| 67                    | Walter Pedraza (COL)     | 11e            |
| 68                    | Cayetano Sarmiento (COL) | 24e            |
| Directeur sportif : ? |                          |                |

| Bardiani CSF BAR      | Bardiani CSF BAR                 | Bardiani CSF BAR |
| --------------------- | -------------------------------- | ---------------- |
| Num                   | Coureur                          | Pos              |
| 71                    | Sonny Colbrelli (ITA)            | 55e              |
| 72                    | Enrico Barbin (ITA)              | 39e              |
| 73                    | Stefano Pirazzi (ITA)            | 15e              |
| 74                    | Edoardo Zardini (ITA)            | 64e              |
| 75                    | Francesco Manuel Bongiorno (ITA) | 59e              |
| 76                    | Simone Andreetta (ITA)*          | 96e              |
| 77                    | Luca Chirico (ITA)*              | 37e              |
| 78                    | Andrea Manfredi (ITA)*           | 97e              |
| Directeur sportif : ? |                                  |                  |

| Hincapie Racing HSD   | Hincapie Racing HSD     | Hincapie Racing HSD |
| --------------------- | ----------------------- | ------------------- |
| Num                   | Coureur                 | Pos                 |
| 81                    | Tyler Magner (USA)      | 93e                 |
| 82                    | Oscar Clark (USA)       | 95e                 |
| 83                    | Jonathan Hornbeck (USA) | 43e                 |
| 84                    | Robin Carpenter (USA)*  | 21e                 |
| 85                    | Robbie Squire (USA)     | 9e                  |
| 86                    | Mac Brennan (USA)       | 86e                 |
| 87                    | Dion Smith (NZL)*       | 16e                 |
| 88                    | Joseph Schmalz (USA)    | 70e                 |
| Directeur sportif : ? |                         |                     |

| SmartStop SSC         | SmartStop SSC        | SmartStop SSC |
| --------------------- | -------------------- | ------------- |
| Num                   | Coureur              | Pos           |
| 91                    | Jure Kocjan (SLO)    | NP-6          |
| 92                    | Flavio de Luna (MEX) | 19e           |
| 93                    | Zachary Bell (CAN)   | 98e           |
| 94                    | Travis McCabe (USA)  | NP-7          |
| 95                    | Chris Butler (USA)   | 20e           |
| 96                    | Rob Britton (CAN)    | 23e           |
| 97                    | Julian Kyer (USA)    | AB-5          |
| 98                    | Emerson Oronte (USA) | 79e           |
| Directeur sportif : ? |                      |               |

| Optum-Kelly Benefit Strategies OPM | Optum-Kelly Benefit Strategies OPM | Optum-Kelly Benefit Strategies OPM |
| ---------------------------------- | ---------------------------------- | ---------------------------------- |
| Num                                | Coureur                            | Pos                                |
| 101                                | Jesse Anthony (USA)                | 78e                                |
| 102                                | Thomas Soladay (USA)               | AB-7                               |
| 103                                | Charles Bradley Huff (USA)         | HD-5                               |
| 104                                | Michael Woods (CAN)                | 2e                                 |
| 105                                | Pierrick Naud (CAN)                | AB-7                               |
| 106                                | Scott Zwizanski (USA)              | 82e                                |
| 107                                | Phillip Gaimon (USA)               | 53e                                |
| 108                                | Eric Young (USA)                   | AB-6                               |
| Directeur sportif : ?              |                                    |                                    |

| Axeon BDT             | Axeon BDT                 | Axeon BDT |
| --------------------- | ------------------------- | --------- |
| Num                   | Coureur                   | Pos       |
| 111                   | Gregory Daniel (USA)*     | 61e       |
| 112                   | Daniel Eaton (USA)*       | 46e       |
| 113                   | Tao Geoghegan Hart (GBR)* | 13e       |
| 114                   | James Oram (NZL)*         | 32e       |
| 115                   | Christopher Putt (USA)*   | AB-4      |
| 116                   | Logan Owen (USA)*         | 51e       |
| 117                   | Ruben Guerreiro (POR)*    | 36e       |
| 118                   |                           |           |
| Directeur sportif : ? |                           |           |

| Jamis-Hagens Berman JHB | Jamis-Hagens Berman JHB     | Jamis-Hagens Berman JHB |
| ----------------------- | --------------------------- | ----------------------- |
| Num                     | Coureur                     | Pos                     |
| 121                     | Lucas Sebastián Haedo (ARG) | NP-6                    |
| 122                     | Walter Trillini (ARG)       | AB-7                    |
| 123                     | Ben Jacques-Maynes (USA)    | AB-6                    |
| 124                     | David Williams (USA)        | 85e                     |
| 125                     | Stephen Leece (USA)         | 65e                     |
| 126                     | Carson Miller (USA)         | 30e                     |
| 127                     | Gregory Brenes (CRC)        | 49e                     |
| 128                     |                             |                         |
| Directeur sportif : ?   |                             |                         |

| Jelly Belly-Maxxis JBC | Jelly Belly-Maxxis JBC     | Jelly Belly-Maxxis JBC |
| ---------------------- | -------------------------- | ---------------------- |
| Num                    | Coureur                    | Pos                    |
| 131                    | Lachlan Morton (AUS)*      | 10e                    |
| 132                    | Angus Morton (AUS)         | 40e                    |
| 133                    | Alexandr Braico (MDA)      | 35e                    |
| 134                    | Nicolae Tanovitchii (MDA)* | 31e                    |
| 135                    | Steve Fisher (USA)         | 76e                    |
| 136                    | Gavin Mannion (USA)        | 28e                    |
| 137                    | Eric Slack (USA)           | 84e                    |
| 138                    | Taylor Sheldon (USA)       | 57e                    |
| Directeur sportif : ?  |                            |                        |

| Airgas-Safeway AIR    | Airgas-Safeway AIR       | Airgas-Safeway AIR |
| --------------------- | ------------------------ | ------------------ |
| Num                   | Coureur                  | Pos                |
| 141                   | Christopher Horner (USA) | 5e                 |
| 142                   | Luis Lemus (MEX)*        | 52e                |
| 143                   | Connor McCutcheon (USA)  | 42e                |
| 144                   | Justin Mauch (USA)*      | 90e                |
| 145                   | Griffin Easter (USA)     | 56e                |
| 146                   | Gerardo Medina (MEX)*    | AB-4               |
| 147                   | Kevin Gottlieb (USA)     | 99e                |
| 148                   | Cullen Easter (USA)      | 71e                |
| Directeur sportif : ? |                          |                    |

| Budget Forklifts BFL  | Budget Forklifts BFL   | Budget Forklifts BFL |
| --------------------- | ---------------------- | -------------------- |
| Num                   | Coureur                | Pos                  |
| 151                   | Brodie Talbot (AUS)    | 91e                  |
| 152                   | Glenn O'Shea (AUS)     | AB-6                 |
| 153                   | Jack Bobridge (AUS)    | 47e                  |
| 154                   | Tommy Nankervis (AUS)  | AB-6                 |
| 155                   | Brendan Canty (AUS)*   | 18e                  |
| 156                   | Josh Berry (AUS)       | 94e                  |
| 157                   | Michael Torckler (NZL) | 92e                  |
| 158                   | Jack Anderson (AUS)    | 74e                  |
| Directeur sportif : ? |                        |                      |